# Celine Van Gestel
Celine Van Gestel (Turnhout, 7 november 1997) is een Belgisch voormalig volleybalster. Ze speelde als receptie-hoekaanvalster. Van 2014 tot 2024 maakte Van Gestel deel uit van de Belgische volleybalploeg Yellow Tigers.

## Carrière
Van Gestel speelde in de jeugdploegen van Spinley Dessel en Smash Oud-Turnhout. Ze speelde bij Smash enkele malen in de eerste ploeg in de ereklasse. Ze volgde sporthumaniora aan de Vlaame volleybalschool, de topsportschool van Vilvoorde, en was ook actief met dit VVB team in de eerste nationale. Als veertienjarige maakte ze in 2012 de overstap naar Asterix Kieldrecht. In 2019 verhuisde ze naar het Duitse Allianz MTV Stuttgart en een jaar later verkoos ze te spelen voor het Italiaanse Il Bisonte Firenze. In 2023 keerde ze terug naar Duitsland naar LB Aken. De club eindigde in 2024 als voorlaatste in de reguliere competitie. Nadat Aken uitgeschakeld was in de play-offs besloot Van Gestel in maart op 26-jarige leeftijd haar volleybalcarrière te beëindigen.

## Nationaal team
In 2014 nam ze deel aan het EK voor meisjes –19 met de nationale jeugdploeg. Met de nationale ploeg Yellow Tigers nam ze deel aan het Wereldkampioenschap volleybal vrouwen 2014 (elfde) en het Europees kampioenschap volleybal vrouwen 2015 (zesde) en het kwalificatietoernooi voor het EK in 2016 waarbij ze zich plaatste voor het EK 2017. Het nationale team werd ook vijfde op de Europese Spelen. Van Gestel werd kapitein van de Yellow Tigers.

### Resultaten
- 2014 - 11e Wereldkampioenschap volleybal vrouwen 2014
- 2015 - 6e Europees kampioenschap volleybal vrouwen 2015
- 2015 - 5e Europese Spelen